# Effedi Gasolone

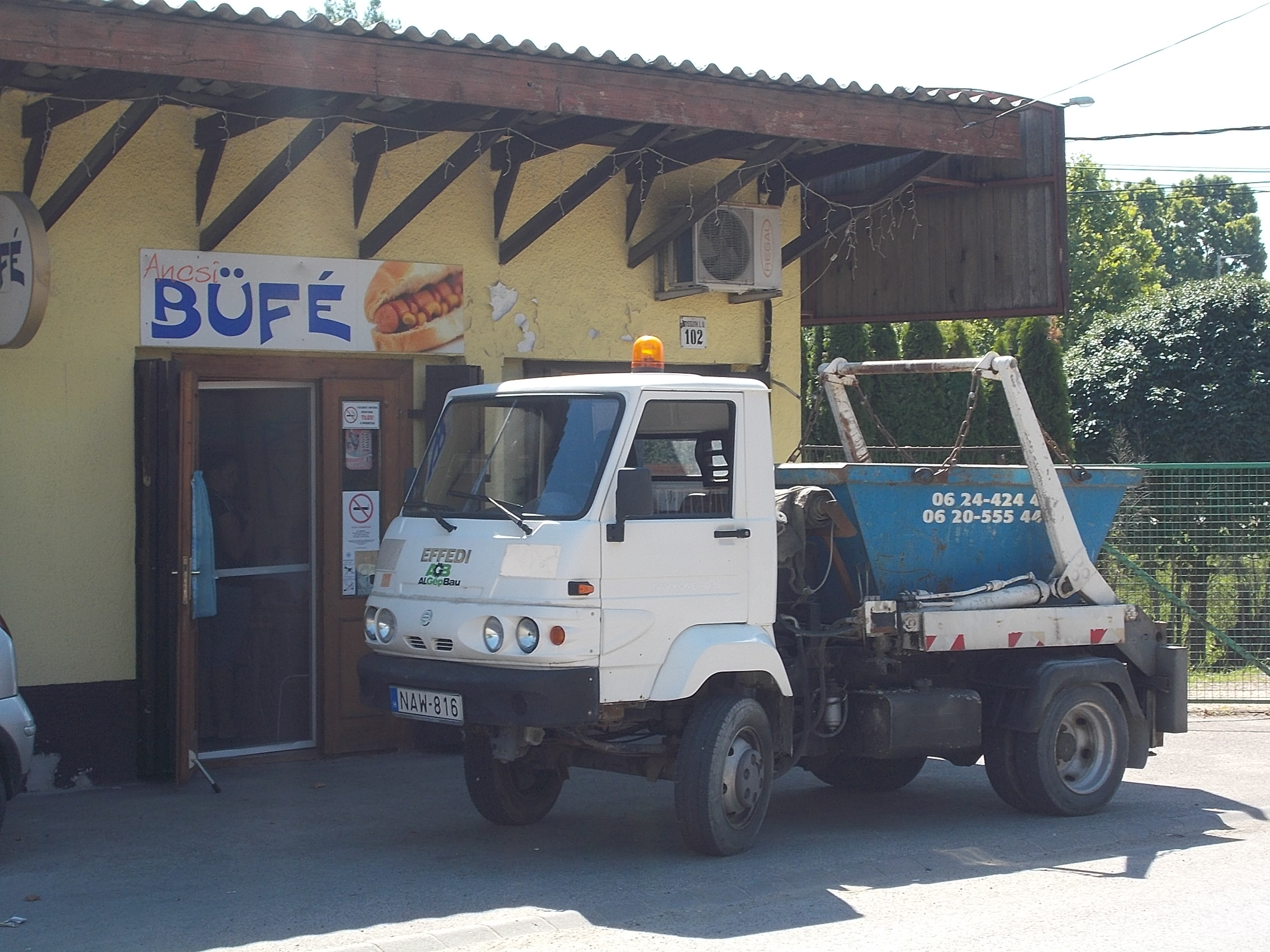
Effedi Gasolone

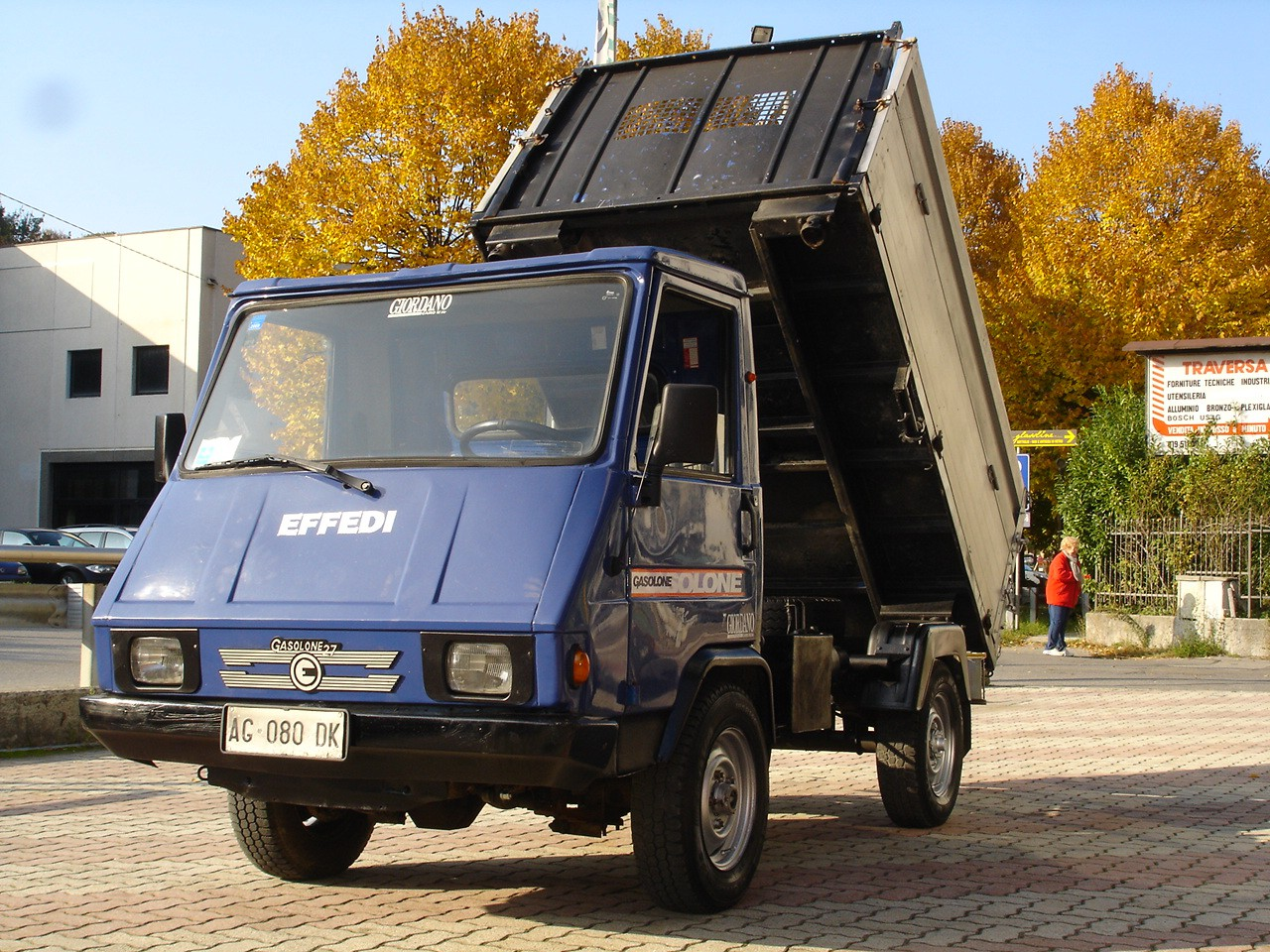
Самоскид з задньої розвантаженням

Effedi Gasolone — малотоннажний вантажний автомобіль, що випускається в Італії з 1988 по 2012 рік. Це перший транспортний засіб, випущений підприємством, з колісною базою 2,22—2,38 м.
Автомобіль вироблявся в модифікаціях Efendi Gasolone tsht35 (самоскид) і Effedi Gasolone tsp28 (сміттєвоз). Також могли існувати версії з повним приводом.
У 2006 році автомобіль пройшов рестайлінг і проводився в модифікаціях:
- Electrone32 — вантажний електромобіль масою 3,2 тонни.
- Metanone35 — вантажний автомобіль масою 3,5 тонни, вироблявся в 2008—2009 роках. Оснащений газомоторним двигуном Hyundai g4js.
- Brukone32 — вантажний автомобіль масою 3,2 тонни, вироблявся в 2006—2007 роках. Оснащений дизельним двигуном Peugeot wjy.

У зв'язку з тим, що завод Effedi був визнаний банкрутом, виробництво автомобіля Effedi Gasolone завершилося в 2012 році.